# Liste der Orte im Kreis Iași

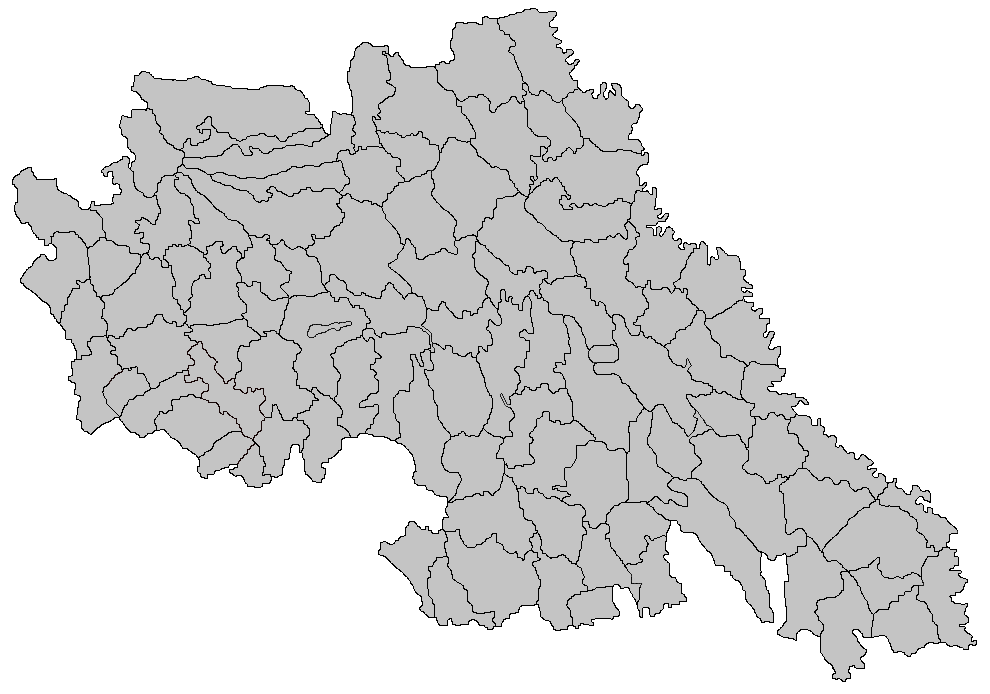
Gemeinden des Kreises Iași

Der Kreis Iași in Rumänien besteht aus offiziell 429 Ortschaften. Davon haben 5 den Status einer Stadt, 93 den einer Gemeinde. Die übrigen sind administrativ den Städten und Gemeinden zugeordnet.

## Städte
| - Hârlău - Iași | - Pașcani - Podu Iloaiei | - Târgu Frumos |

## Gemeinden
| - Alexandru Ioan Cuza - Andrieșeni - Aroneanu - Balș - Bălțați - Bârnova - Belcești - Bivolari - Brăești - Butea - Ceplenița - Ciohorăni - Ciortești - Ciurea - Coarnele Caprei - Comarna - Costești - Costuleni - Cotnari - Cozmești - Cristești - Cucuteni - Dagâța - Deleni - Dobrovăț - Dolhești - Drăgușeni - Dumești - Erbiceni - Fântânele - Focuri | - Golăiești - Gorban - Grajduri - Gropnița - Grozești - Hălăucești - Hărmănești (Gemeindesitz: Hărmăneștii Vechi) - Heleșteni - Holboca - Horlești - Ion Neculce - Ipatele - Lespezi - Lețcani - Lungani - Mădârjac - Mircești - Mironeasa - Miroslava - Miroslovești - Mogoșești - Mogoșești-Siret - Moșna - Moțca - Movileni - Oțeleni - Plugari - Popești - Popricani - Prisăcani - Probota | - Răchiteni - Răducăneni - Rediu - Românești - Roșcani - Ruginoasa - Scânteia - Șcheia - Schitu Duca - Scobinți - Sinești - Șipote - Sirețel - Stolniceni-Prăjescu - Strunga - Tansa - Tătăruși - Țibana - Țibănești - Țigănași - Todirești - Tomești - Trifești - Țuțora - Ungheni (Gemeindesitz: Bosia) - Valea Lupului - Valea Seacă - Vânători - Victoria - Vlădeni - Voinești |

## A
| - Albești - Alexandru cel Bun | - Alexeni - Alexești | - Arama - Avântu |

## B
| - Bâcu - Bădeni - Bahluiu - Băiceni (Cucuteni) - Băiceni (Todirești) - Balciu - Bălteni - Bălușești - Banu - Bărbătești - Bârlești - Berezlogi - Blaga - Blăgești - Boatca - Bocnița | - Bodești - Bogdănești - Bogonos - Bohotin - Bojila - Boldești - Boroșești - Boroșoaia - Borșa - Bosia - Boșteni - Boureni (Balș) - Boureni (Moțca) - Brădicești - Bran - Brătești | - Brătuleni - Brătulești - Breazu - Broșteni - Buda (Brăești) - Buda (Lespezi) - Budăi - Budești - Buhăeni - Buhalnița - Bulbucani - Bursuc-Deal - Bursuc-Vale - Buruienești - Buzdug - Buznea |

## C
| - Cărbunari - Cârjoaia - Cârlig - Cârniceni - Căuești - Cercu - Chicerea - Chilișoaia - Chiperești - Chișcăreni - Cilibiu - Cioca-Boca - Ciocârlești - Cireșeni | - Ciurbești - Coada Stâncii - Coasta Măgurii - Cogeasca - Colțu Cornii - Conțești - Corcodel - Cornești - Coropceni - Cosițeni - Cotârgaci - Cotu lui Ivan - Cotu Morii - Covasna | - Cozia - Cozmești (Stolniceni-Prăjescu) - Cristești (Brăești) - Cristești (Holboca) - Crivești (Strunga) - Crivești (Vânători) - Crucea - Cucova - Cucuteni (Lețcani) - Curagău - Curături - Cuza Vodă (Ipatele) - Cuza Vodă (Popricani) |

## D
| - Dădești - Dancaș - Dancu - Deleni (Ciortești) | - Domnița - Dorobanț - Doroșcani - Drăgănești | - Dumbrava (Ciurea) - Dumbrava (Lespezi) - Dumbrăvița - Dumitreștii Gălății |

## F
| - Făgăt - Fântânele (Andrieșeni) - Fărcășeni - Fedeleșeni | - Feredeni - Fetești - Filiași - Forăști | - Frăsuleni - Frenciugi - Frumușica |

## G
| - Gănești - Gârbești - Gâștești - Găureni - Giurgești | - Glăvănești - Glodenii Gândului - Goești - Goruni - Grădinari | - Griești - Gura Bâdiliței - Gura Bohotin - Gura Văii |

## H
| - Hăbășești - Hadâmbu - Hălceni - Hândrești - Hărmăneasa - Hărmăneștii Noi - Hărmăneștii Vechi | - Hărpășești - Hârtoape - Heci - Hermeziu - Hilița - Hlincea - Hodora | - Hoisești - Holm - Homița - Horlești (Rediu) - Horodiștea - Horpaz - Humosu |

## I
| - Iacobeni - Iazu Nou - Iazu Vechi - Icușeni | - Iepureni (Andrieșeni) - Iepureni (Movileni) - Iorcani - Iosupeni | - Isaiia - Iugani - Izvoarele |

## J
| - Jigoreni |

## K
| - Kogălniceni |

## L
| - Larga-Jijia - Leahu-Nacu - Liteni - Luceni | - Lunca (Grajduri) - Lunca (Pașcani) - Lunca Cetățuii - Lunca Rateș | - Luncași - Lungani (Voinești) - Lupăria |

## M
| - Măcărești - Mădârjești - Mălăești - Mănăstirea - Mânjești - Mânzătești | - Maxut - Medeleni - Miclăușeni - Mihail Kogălniceanu - Mitești - Mitoc | - Moara Ciornei - Moimești - Moreni - Movileni (Heleșteni) - Muncelu de Sus - Munteni |

## O
| - Oboroceni - Obrijeni - Onești | - Oprișeni - Oproaia - Orzeni | - Osoi (Comarna) - Osoi (Sinești) |

## P
| - Pădureni (Grajduri) - Pădureni (Popești) - Pârcovaci - Păun - Păușești - Perieni - Petrești - Petroșica - Picioru Lupului - Pietrăria - Pietriș | - Pietrosu - Piscu Rusului - Pocreaca - Podișu - Podolenii de Jos - Podolenii de Sus - Podu Hagiului - Podu Jijiei - Poiana (Deleni) - Poiana (Schitu Duca) | - Poiana cu Cetate - Poiana de Sus - Poiana Mănăstirii - Poiana Mărului - Poiana Șcheii - Poieni - Poienile - Potângeni - Prigoreni - Proselnici |

## R
| - Rădeni - Răsboieni - Războieni - Recea - Rediu (Brăești) | - Rediu (Ruginoasa) - Rediu (Scânteia) - Rediu Aldei - Rediu Mitropoliei - Roșu | - Rotăria - Runcu - Rusenii Noi - Rusenii Vechi |

## S
| - Săcărești - Sălăgeni - Sângeri - Sârca - Satu Nou (Belcești) - Satu Nou (Șcheia) - Satu Nou (Schitu Duca) - Satu Nou (Sirețel) - Săveni - Șcheia (Alexandru Ioan Cuza) - Schitu Hadâmbului - Schitu Stavnic - Scobâlțeni | - Scoposeni (Gorban) - Scoposeni (Horlești) - Sculeni - Șendreni - Șerbești - Slobozia (Ciurea) - Slobozia (Deleni) - Slobozia (Schitu Duca) - Slobozia (Sirețel) - Slobozia (Voinești) - Soci - Sodomeni | - Soloneț - Șorogari - Spineni - Spinoasa - Sprânceana - Stânca (Comarna) - Stânca (Victoria) - Stejarii - Sticlăria - Stornești - Stroești - Suhuleț |

## T
| - Tabăra - Tansa (Belcești) - Tarnița - Tăutești | - Țipilești - Todirel - Topile - Totoești | - Traian - Tudor Vladimirescu - Tufeștii de Sus - Tungujei |

## U
| - Uda - Ulmi - Ungheni (Ungheni) | - Uricani - Ursărești | - Urșița - Ursoaia |

## V
| - Vadu Vejei - Vâlcelele - Vâlcica - Valea Adâncă - Valea Lungă - Valea Oilor - Valea Racului - Valea Satului | - Valea Ursului - Vălenii - Vama - Vânători (Popricani) - Vascani - Verșeni - Vișan | - Vlădiceni - Vlădnicuț - Vladomira - Vocotești - Volintirești - Vorovești - Vulturi |

## Z
| - Zaboloteni - Zagavia - Zbereni | - Zberoaia - Zece Prăjini | - Zlodica - Zmeu |